# Здравко Рандић
Здравко Рандић  (Крк, 18. децембар 1925 — Београд, 28. јул 2010) био је српски и југословенски помоћник редитеља и филмски редитељ.

## Биографија
Студирао је на Филозофском факултету у Загребу, писао позоришне и филмске критике и бавио се позоришном режијом.
За филм се определио крајем четрдесетих година кад је радио у документарној и играној продукцији као сарадник режије и постао врхунски стручњак у припреми пројеката за реализацију..
Највише је био ангажован као помоћник режије те се сматра најзначајнијим помоћником режије у историји југословенске кинематографије.
Помоћник режије је важна професија у савременом филму а тада у југословенском филму шезедесетих и седамдесетих година то је било место које је у занатском смислу усмеравало филмове јер многи редитељи готово нису имали никакво филмско образовање. Рандић се сматрао професионалцем који је на најбољи могући начин успевао да конкретизује редитељске визије.
Као помоћник редитеља асистирао је током педесетих година пионирима југословенског филма Владимиру Погачићу, Соји Јовановић, Радошу Новаковићу и Јовану Живановићу. Током шездесетих година често је асистирао Фадилу Хаџићу, Живојину Павловићу, Вуку Бабићу, Предрагу Голубовићу.
Омогућио је улазак у кинематографију крајем седамдесетих година тада младим ауторима попут Горана Паскаљевића, Слободана Шијана, а током осамдесетих година Жарку Драгојевићу, Горану Гајићу, а током деведесетих година Срђану Драгојевићу и Владимиру Живковићу.
Као редитељ дебитовао је 1956. године филмом Ципелице на асфалту, 1963. године режирао је филм Земљаци а своје најзначајније филмове почетком седамдесетих година година прошлог века у поетском кључу српског црног реализма Опклада из 1971 и Трагови црне девојке из 1972 године.
Распоном филмова на којима је радио, успео је објединити готово пола века у једној каријери. Рандићев ангажман је био гаранција да ће филм бити на нивоу а радило се о професионалцу старог кова који је остао упамћен по властитој уметничкој визији и по ненадмашном познавању заната и помагању другима да испричају своје приче.
Он је радом допринео је уређењу кинематографског живота у Србији и по томе је остао прегалачки узор.
Поред дугометражних играних остварења, Здравко Рандић је био један од иницијатора стварања филмских радних заједница и нових форми продукција а био је аутор више документарних филмова о значајним личностима јавног живота: Данило Бата Стојковић, Душица Жегарац, Драган Николић, Александар Берчек и о многим другим глумцима.

## Филмографија

### Редитељ
| 1957. | Ципелице на асфалту                         |
| 1963. | Земљаци                                     |
| 1971. | Опклада                                     |
| 1972. | Трагови црне девојке                        |
| 1977. | Лептиров облак                              |
| 1999. | Данило Бата Стојковић — филмска остварења   |
| 2000. | Душица Жегарац — филмска остварења          |
| 2001. | Драган Николић — филмска остварења          |
| 2001. | Михајло Бата Паскаљевић — филмска остварења |
| 2002. | Александар Берчек — филмска остварења       |
| 2004. | Милена Дравић — филмска остварења           |

### Помоћник редитеља
| 1949. | Прича о фабрици                   |
| 1951. | Последњи дан                      |
| 1953. | Далеко је сунце                   |
| 1955. | Крвави пут                        |
| 1955. | Песма са Кумбаре                  |
| 1957. | Суботом увече                     |
| 1958. | Алекса Дундић                     |
| 1959. | Сам                               |
| 1960. | Дилижанса снова                   |
| 1961. | Каролина Ријечка                  |
| 1962. | Чудна девојка                     |
| 1964. | Мушки излет                       |
| 1964. | Службени положај                  |
| 1965. | Непријатељ                        |
| 1966. | Пре рата                          |
| 1967. | Буђење пацова                     |
| 1967. | Кад будем мртав и бео             |
| 1968. | Сарајевски атентат                |
| 1969. | Заседа                            |
| 1969. | Силом отац                        |
| 1969. | Крвава бајка                      |
| 1970. | Црвено класје                     |
| 1971. | Последња станица                  |
| 1973. | Бегунац                           |
| 1974. | Црвени удар                       |
| 1976. | Чувар плаже у зимском периоду     |
| 1977. | Пас који је волео возове          |
| 1978. | Последњи подвиг диверзанта Облака |
| 1980. | Посебан третман                   |
| 1980. | Ко то тамо пева                   |
| 1981. | Берлин капут                      |
| 1982. | Маратонци трче почасни круг       |
| 1983. | Тимочка буна                      |
| 1984. | Балкански шпијун                  |
| 1985. | Црвени и црни                     |
| 1986. | Развод на одређено време          |
| 1988. | Кућа поред пруге                  |
| 1989. | Како је пропао рокенрол           |
| 1992. | Ми нисмо анђели                   |
| 1993. | Рај                               |
| 1994. | Слатко од снова                   |
| 1995. | Знакови                           |
| 1997. | Војвода Живојин Мишић             |